# Dana Hall

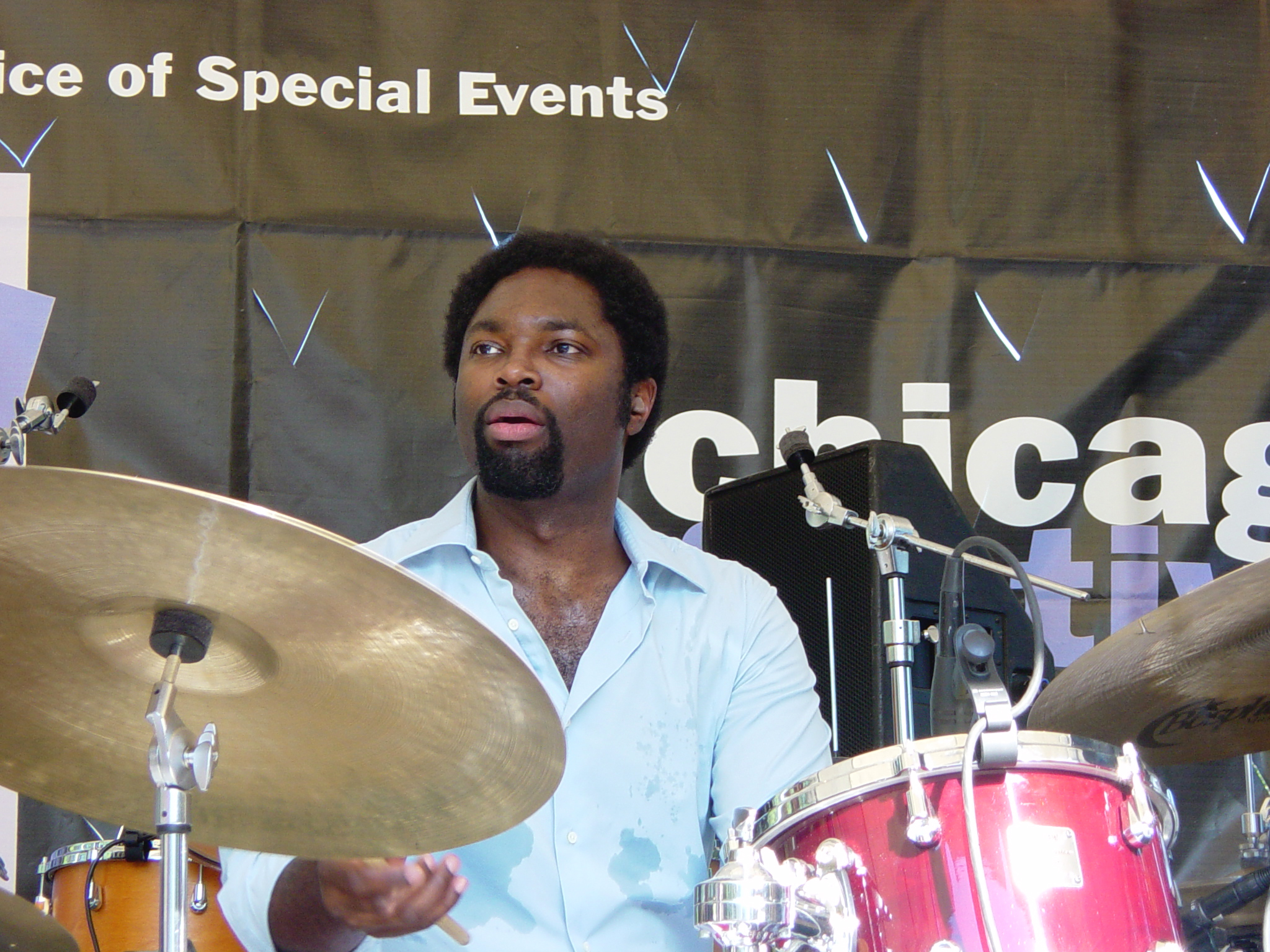
Dana Hall (2006)

Dana Hall (* 13. März 1969 in New York City) ist ein US-amerikanischer Jazzmusiker (Schlagzeug) und Hochschullehrer.

## Leben und Wirken
Hall wuchs in Philadelphia auf studierte zunächst an der Iowa State University. Den Bachelor of Music erwarb er am William Paterson College in Wayne, New Jersey, den Master in Komposition und Arrangement an der DePaul University (mit dessen Ensemble 1997 Aufnahmen entstanden) und war ab den 1990er-Jahren in der Jazzszene Chicagos aktiv; erste Aufnahmen entstanden 1995 mit Brad Goode (Toy Trumpet (SteepleChase), mit Ira Sullivan, Jodie Christian, Larry Kohut). In den folgenden Jahren spielte er u. a. mit Malachi Thompson, dem Chicago Jazz Ensemble, Clark Sommers, Geof Bradfield, Bobby Broom, Terell Stafford, John Wojciechowski, Ralph Bowen, Bruce Barth (Three Things of Beauty, 2012), Jim Brenan sowie bei Bob Lark and His Alumni Big Band.
2010 spielte Hall für Origin Records sein bislang einziges Album unter eigenem Namen ein, Into the Light mit Terell Stafford, Tim Warfield, Bruce Barth und Rodney Whitaker. Im Bereich des Jazz war er zwischen 1994 und 2022 an 52 Aufnahmesessions beteiligt. Mit Geof Bradfield und Ben Goldberg legte Hall 2020 das Album General Semantics vor. Zu hören war außerdem auf Damon Locks Black Monument Ensemble Album NOW (2021), Ethan Philions Debütalbum, Meditations on Mingus (Sunnyside, 2022) und auf Geof Bradfields Album Quaver (2023).
Hall lehrte seit 2004 als Assistant Professor of Music an der University of Illinois at Urbana-Champaign; inzwischen leitet er das Fachgebiet Jazz Studies an der DePaul University. Er unterrichtete außerdem am Jazz at Lincoln Center in New York, an der Merit School of Music in Chicago, am Thelonious Monk Institute of Jazz und am Jazz Institute of Chicago.